# جوهانس كوسكينين
جوهانس كوسكينين (بالفنلندية: Johannes Koskinen)‏ هو سياسي فنلندي، ولد في 10 ديسمبر 1954 في فنلندا. حزبياً، نشط في الحزب الاشتراكي الديمقراطي الفنلندي.

## مناصب
- انتخب عضو برلمان فنلندا  [لغات أخرى]‏ عن دائرة Häme (parliamentary electoral district) [الإنجليزية]‏ وقد انضم خلال فترته النيابية ‏  للكتلة البرلمانية Social Democratic Parliamentary Group  [لغات أخرى]‏.
- انتخب عضو برلمان فنلندا  [لغات أخرى]‏.
- في 2012 Hämeenlinna municipal election ‏، انتخب عضو مجلس بلدية  [لغات أخرى]‏.
- انتخب وزير العدل [الإنجليزية]‏ (15 أبريل 1999 – 22 سبتمبر 2005).